# Ketley
Ketley est une banlieue de la nouvelle ville Telford dans le quartier de Telford et Wrekin et le district cérémonial de Shropshire. Ketley est une paroisse civile.
Le site est actuellement le lieu des maisons de l'époque victorienne parmi des anciens puits de mines, des houillères, un terrain de golf et des terrains de jeux. Beaucoup de ces sites ont été abandonnés pendant plusieurs années et certains ont été détruits par la vie sauvage.
Ketley était formellement la maison de Ketley Iron Works. William Reynolds, le maître des forges de ces travaux au fin XVIIIe siècle, s'est chargé de la construction de trois canaux: le Wombridge Canal, le Ketley Canal, et le Shropshire Canal avec le premier plan incliné réussit en Grande-Bretagne.

## Ketley Bank
Ketley Bank est localisé au sud-est de Ketley, entre Oakengates et le M54 motorway et fait partie da la paroisse civile de Oakengates. Deux clubs de football y résident.